# Brug 1950
Brug 1950 is een vaste brug in Amsterdam-West.
De brug is een viaduct gelegen in de Australiëhavenweg en overspant de spoorlijn Amsterdam - Haarlem. De verkeersbrug is in 1982/1983 aangelegd in een samenwerking tussen de gemeente Amsterdam en de Nederlandse Spoorwegen in een poging een ongelijkvloerse kruising te verkrijgen tussen Amsterdam Geuzenveld en de Australiëhaven. De Australiëhavenweg liep vanaf het noorden eerst over dit spoorviaduct met daaronder het vernieuwde en noordwaarts verlegde spoor van de lijn Amsterdam-Haarlem. Daarna liep de weg verder over brug 698 over het oude spoor van Amsterdam-Haarlem, de Haarlemmertrekvaart en de Haarlemmerweg naar het dijklichaam van een verhoogd liggende Abraham Kuyperlaan. Bij de brug op kilometer 6,2 van de spoorlijn was ook een voorstad station Amsterdam Geuzenveld voorzien dat echter nooit werd gerealiseerd. Ook een verlenging van tram 13 over de brug naar het station is nooit gerealiseerd evenals een dienstspoor naar een geplande maar ook nooit gebouwde nieuwe remise aan de Noordzeeweg. Wel bood het viaduct de gelegenheid aan het GVB op besparing van lege buskilometers waarbij bus 22 (later 44) en bus 47 die hun eindpunt op korte afstand van elkaar hadden en elk een tegengestelde spitsrichting hadden exploitatief werden gekoppeld waarbij door de brug er een korte verbinding was tussen Abberdaan en de Sam van Houtenstraat.          
Niet veel later, rond 2000, toen de oude spoorlijn al 15 jaar weggebroken was, zag de gemeente het anders; de brug 698 werd afgebroken en er kwam een gelijkvloerse kruising tussen de Australiëhavenweg en de Haarlemmerweg middels bruggen 2389, 2391 en 2392) op maaiveldniveau. Het dijklichaam van de Abraham Kuyperlaan verdween eveneens. Dit had tot gevolg dat viaduct 1950 als een puist in het landschap kwam te liggen. Vanaf de Haarlemmerweg heeft het talud van het viaduct 1950 een steile helling gekregen.
Brug 1950 is bijna geheel van beton. In het beton zijn uitsparingen gemaakt voor het logo van de NS en het jaartal. De balustrades zijn uitgevoerd in staal en zijn blauw gekleurd. De dragers van die balustrades zijn eveneens van staal, doch rood. Aan beide kanten van het viaduct hangen afspringbeveiligingen. Een opvallend detail zijn de betonnen dragers van de op de brug gemonteerde lantaarnpalen. De brug overspant behalve het spoor ook een fietsroute in het Brettenpark. In december 2017 gaf de gemeente Amsterdam alle spoorbruggen in de stad een naam, maar deze brug 1950 werd niet vernoemd.   
Direct ten zuidwesten van de brug staat het kunstwerk Plastische tekens in steen van Ben Guntenaar, in de volksmond Stonehenge genoemd.

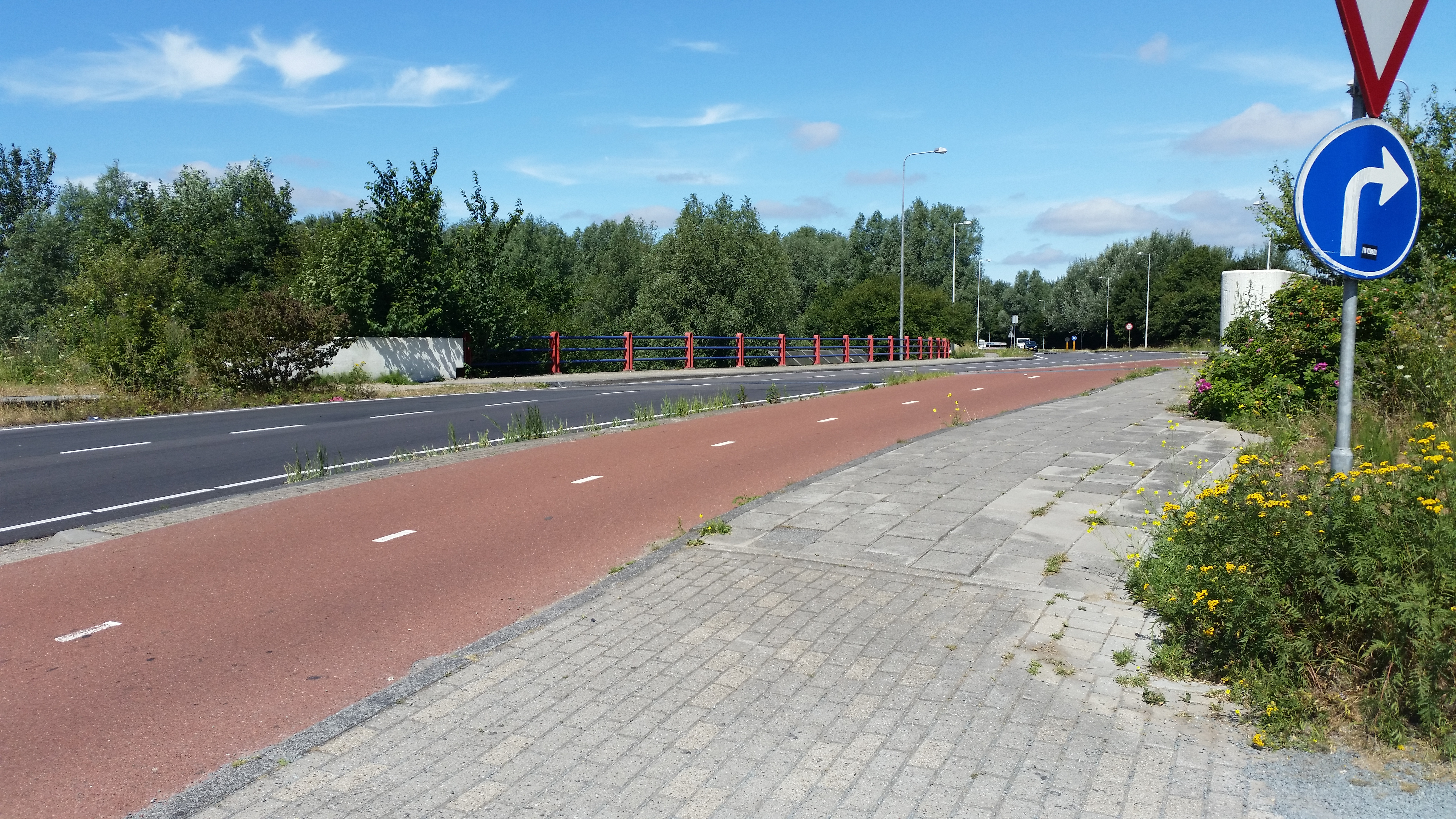
Overzicht van brug 1950 (juli 2018)

<<< · 1900 · 1901 · 1902 · 1904 · 1906 · 1907 · 1908 · 1909 · 1910 · 1911 · 1913 · 1914 · 1915 · 1916 · 1917 · 1919 · 1920 · 1922 · 1923 · 1925 · 1927 · 1929 · 1930 · 1931 · 1932 · 1933 · 1935 · 1936 · 1937 · 1938 · 1939 · 1940 · 1941 · 1942 · 1944 · 1945 · 1946 · 1947 · 1948 · 1949 · 1950 · 1951 · 1952 · 1953 · 1954 · 1955 · 1956 · 1957 · 1958 · 1959 · 1960 · 1961 · 1962 · 1963 · 1964 · 1965 · 1966 · 1967 · 1968 · 1969 · 1970 · 1971 · 1972 · 1973 · 1974 · 1975 · 1976 · 1977 · 1978 · 1979 · 1980 · 1981 · 1982 · 1983 · 1984 · 1985 · 1986 · 1987 · 1988 · 1989 · 1990 · 1991 · 1992 · 1993 · 1994 · 1995 · 1996 · 1997 · 1998 · 1999 · >>>
Brugnummers 1903, 1905, 1912, 1918, 1921, 1924, 1926, 1928, 1934, 1943 zijn niet (meer) in gebruik (januari 2021)